# Monhystera ocellidecoris
Monhystera ocellidecoris is een rondwormensoort uit de familie van de Monhysteridae. De wetenschappelijke naam van de soort is voor het eerst geldig gepubliceerd in 1967 door Hopper & Meyers.